# مايكل ستراهان
مايكل أنطوني ستراهان (بالإنجليزية: Michael Strahan)‏ (من مواليد 21 نوفمبر 1971) هو المضيف الأمريكي التلفزيوني والصحفي والمحترف السابق لكرة القدم.

## مساره وظيفي
مايكل اللاعب الذي كان نهاية دفاعية لكرة القدم وأمضى حياته كلها لمدة 15 عاما مسيرته مع فريق نيويورك جاينتس من الرابطة الوطنية لكرة القدم. سجل ستراهان رقمًا قياسيًا لأكبر عدد من الأكياس في موسم واحد في عام 2001. بعد تقاعده من اتحاد كرة القدم الأميركي أصبح شخصية إعلامية. تم انتخابه في قاعة مشاهير محترفي كرة القدم في عام 2014. و هو محلل كرة قدم في برنامج فوكس إن إف إل صنداي. ومضيف مشارك لبرنامج صباح الخير يا أمريكا الذي يبث على أيه بي سي شارك في استضافة مشترك النهار حواري مباشر من عام 2012 إلى عام 2016، والتي فاز بها بجائزتي جوائز إيمي النهارية. في عام 2014 أصبح مساهمًا منتظمًا في برنامج صباح الخير يا أمريكا. في يونيو 2011 صور ستراهان إعلانًا تجاريًا يدعم تقنين زواج المثليين في نيويورك.

## حياته سابقة
ولد ستراهان في هيوستن هو الأصغر بين ستة أطفال وهو ابن لويز ستراهان مدربة كرة السلة وجين ويلي ستراهان رائد جيش متقاعد وملاكم. وهو ابن شقيق لاعب كرة القدم المحترف المتقاعد آرثر ستراهان. عندما كان مايكل في التاسعة من عمره، انتقلت عائلته إلى موقع عسكري قرية بنيامين فرانكلين في مانهايم ألمانيا الغربية أرسله والده للعيش مع عمه آرت (لاعب خط دفاعي سابق في اتحاد كرة القدم الأميركي) في هيوستن حتى يتمكن من الالتحاق بمدرسة ويستبري الثانوية. لعب ستراهان موسمًا واحدًا من كرة القدم وهو ما كان كافياً بالنسبة له للحصول على عرض منحة دراسية من جامعة تكساس الجنوبية. ثم عاد إلى ألمانيا لفصل الربيع حيث تخرج من كريستيان مانهايم.اعتبارًا من عام 2004 على الأقل، يعيش ستراهان في أبر ويست سايد في مانهاتن.

## حياته الشخصية
تخرج ستراهان من جامعة تكساس الجنوبية عام 1993. تزوج من زوجته الأولى واندا هتشينز من عام 1992 إلى عام 1996. لديهم ابنة تانيتا ستراهان وابن جونيور ستراهان. نقلهما ستراهان إلى الولايات المتحدة واشترى منزلًا بقيمة 163 ألف دولار في نفس الحي الذي يعيش فيه والديه في هيوستن. في عام 1999 تزوج ستراهان من جان موجلي بعد لقائها في منتجع صحي. ولديهما ابنتان توأم إيزابيلا وصوفيا، أنهى ستراهان و موجلي طلاقهما المروع في 20 يوليو 2006. في أغسطس 2009 تمت خطبة ستراهان من نيكول ميتشل زوجة إيدي ميرفي السابقة،  لكنهما أنهيا خطوبتهما في عام 2014.

## وصلات خارجية
- مايكل ستراهان على موقع IMDb (الإنجليزية)
- مايكل ستراهان على موقع الموسوعة البريطانية (الإنجليزية)
- مايكل ستراهان على موقع إن إن دي بي (الإنجليزية)
- مايكل ستراهان على موقع قاعدة بيانات الفيلم (الإنجليزية)